# Neuwiller-lès-Saverne
Neuwiller-lès-Saverne é uma comuna francesa na região administrativa de Grande Leste, no departamento Baixo Reno. Estende-se por uma área de 31,51 km². Em 2010 a comuna tinha 1 121 habitantes (densidade: 35,6 hab./km²).